# StEG II 501–518
Die Dampflokomotiven StEG II 501–518 bildeten eine Schlepptenderlokomotivreihe der Staats-Eisenbahn-Gesellschaft (StEG), einer privaten Eisenbahngesellschaft Österreich-Ungarns. Sie kamen später auch bei der MÁV, den BBÖ sowie der GySEV zum Einsatz.

## Einsatz
Im Anschluss an die Reihen StEG IVf und StEG IVf' beschaffte die StEG von 1890 bis 1904 35 Stück (18 vor 1897, 17 danach) verstärkter Varianten dieser dreifach gekuppelten Maschinen, die wiederum nicht nur im Güterverkehr, sondern auch im Personenverkehr eingesetzt werden sollten. Sie erhielten deswegen relativ große Räder. Ihre Höchstgeschwindigkeit wurde aus demselben Grund auf 70 km/h festgelegt. Die Lokomotiven hatten eine innenliegende Gooch-Steuerung.
Die von der Lokomotivfabrik der StEG und von der Werkstätte Simmering der StEG gelieferten Maschinen wurden zunächst als Reihe IVfn eingeordnet und bekamen später die Reihennummer 35 der StEG zugewiesen.
Weitere zehn Stück sehr ähnliche Loks wurden 1890/91 von der Lokomotivfabrik der StEG geliefert und erhielten die Nummern 551–560 sowie die Kategorie IVf{\displaystyle {}^{h}} zugeordnet. Diese zehn Maschinen kamen bei der Teilung des StEG-Netzes im Jahr 1891 zur MÁV, wo sie zunächst als IIIl 3051–3060, ab 1911 als Reihe 339 bezeichnet wurden.
Nach der Verstaatlichung wurden die auf den österreichischen Strecken der StEG (1909) verbliebenen Fahrzeuge als kkStB 231.01–35 der k.k. österreichischen Staatsbahnen eingereiht. Nach dem Ersten Weltkrieg kamen noch alle unter Beibehaltung der Bezeichnung zur BBÖ. Die BBÖ schied mit einer Ausnahme ihre Maschinen bis 1936 aus. Die 231.34 kam 1938 noch als DR 34 7001 zur Deutschen Reichsbahn, wurde aber 1941 als Nummer 306 an die GySEV verkauft und blieb bis 1964 im Einsatz.

### Einsatz bei der GySEV
Fünf Maschinen wurden 1925 bis 1928 an die GySEV verkauft und bekamen dort die Nummern 301–305 und die Reihenbezeichnung IIIl. 1941 folgte noch die 231.34 als Nr. 306. Die Maschinen erfreuten sich bei dieser Privatbahn großer Beliebtheit und blieben, in hervorragendem Pflegezustand, bis Mitte der 1960er Jahre im Einsatz. Mit Personenzügen kamen sie auf der Hauptstrecke der GySEV dabei regelmäßig bis Ebenfurth.